# Kolem jezera Čching-chaj
Kolem jezera Čching-chaj je etapový cyklistický závod konaný v čínské provincii Čching-chaj. Je pojmenován po největším čínském jezeru Čching-chaj-chu, též nazývaným Kukunor. Koná se obvykle v polovině července. Od roku 2005 do roku 2019 byl závod součástí UCI Asia Tour na úrovni 2.HC. V roce 2020 se stal součástí UCI ProSeries. Téhož roku byl však závod zrušen kvůli pandemii covidu-19. V letech 2021 a 2022 se závod konal jako součást UCI Asia Tour na úrovni 2.2 a byl určen pouze domácím týmům kvůli cestovním omezením způsobeným pandemií. V roce 2023 se však vrátil zpět do UCI ProSeries na úrovni 2.Pro.

## Seznam vítězů
| Rok  | Země                               | Jezdec                             | Tým                                               |
| ---- | ---------------------------------- | ---------------------------------- | ------------------------------------------------- |
| 2002 | Spojené státy                      | Tom Danielson                      | Mercury Cycling Team                              |
| 2003 | Itálie                             | Damiano Cunego                     | Itálie (národní tým)                              |
| 2004 | Jihoafrická republika              | Ryan Cox                           | Barloworld                                        |
| 2005 | Česko                              | Martin Mareš                       | Ed' System ZVVZ                                   |
| 2006 | Nizozemsko                         | Maarten Tjallingii                 | Skil–Shimano                                      |
| 2007 | Itálie                             | Gabriele Missaglia                 | Diquigiovanni–Selle Italia                        |
| 2008 | Spojené státy                      | Tyler Hamilton                     | Rock Racing                                       |
| 2009 | Kazachstán                         | Andrej Mizurov                     | Tabriz Petrochemical Team                         |
| 2010 | Írán                               | Hossein Askari                     | Tabriz Petrochemical Team                         |
| 2011 | Slovinsko                          | Gregor Gazvoda                     | Perutnina Ptuj                                    |
| 2012 | Írán                               | Hossein Alizadeh                   | Tabriz Petrochemical Team                         |
| 2013 | Írán                               | Samad Pourseyedi                   | Tabriz Petrochemical Team                         |
| 2014 | Ukrajina                           | Mychajlo Kononěnko                 | Kolss Cycling Team                                |
| 2015 | Chorvatsko                         | Radoslav Rogina                    | Adria Mobil                                       |
| 2016 | Ukrajina                           | Sergej Lagkuti                     | Kolss BDC Team                                    |
| 2017 | Venezuela                          | Jonathan Monsalve                  | Qinghai Tianyoude Cycling Team                    |
| 2018 | Kolumbie                           | Hernán Aguirre                     | Team Manzana Postobón                             |
| 2019 | Kolumbie                           | Robinson Chalapud                  | Medellín                                          |
| 2020 | Nejelo se kvůli pandemii covidu-19 | Nejelo se kvůli pandemii covidu-19 | Nejelo se kvůli pandemii covidu-19                |
| 2021 | Čína                               | Čang Č'-šan                        | Tianyoude Hotel Cycling Team                      |
| 2022 | Čína                               | Liou Ťien-kchun                    | Pingtan International Tourism Island Cycling Team |
| 2023 | Eritrea                            | Henok Mulubrhan                    | Green Project–Bardiani–CSF–Faizanè                |
| 2024 | Ekvádor                            | Jefferson Alveiro Cepeda           | Caja Rural–Seguros RGA                            |